# Pierre Goux

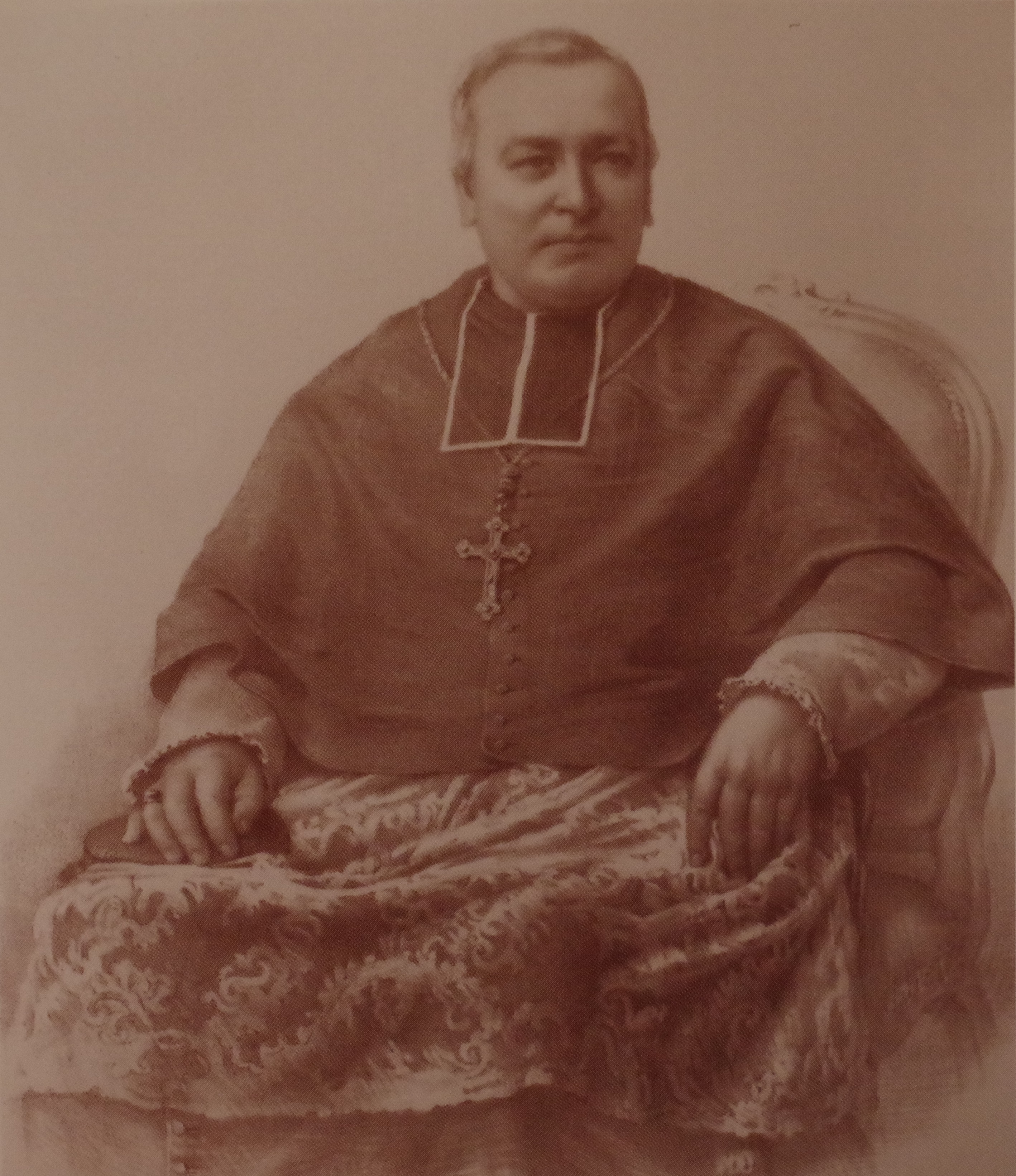
Bischof Pierre Goux

Pierre Goux (auch: Paul Goux; * 13. März 1827 in Toulouse; † 29. April 1904 in Versailles) war ein französischer Bischof.

## Leben
Pierre Antoine Paul Goux wurde am 10. September 1851 in Toulouse zum Priester geweiht. Er durchlief die von 1845 bis 1875 bestehende École des Carmes in Paris (Vorläufer des Institut Catholique de Paris) und wurde im Fach Lettres und in Theologie promoviert. Er wirkte als Lehrer und an der Basilika Saint-Sernin in Toulouse ab 1871 als Pfarrer und gehörte seit 1866 der Académie des jeux floraux an. Am 14. Juli 1877 wurde er von Staatspräsident Mac-Mahon zum Bischof von Versailles ernannt, am 14. November 1877 von Erzbischof Desprez in Saint-Sernin geweiht und am 29. November in Versailles eingesetzt. Seine Amtsführung stand im Zeichen der Auseinandersetzung von Kirche und Staat, deren Schlusspunkt, das  Gesetz zur Trennung von Kirche und Staat, er nicht mehr erlebte.
Sein bischöflicher Wahlspruch lautete: In cruce salus („Im Kreuz ist das Heil“).

## Veröffentlichungen (Auswahl)
- De Sancti Thomae aquinatis sermonibus disquisitionem Facultati litterarum Parisiensi. E. Belin, Paris 1856. (« P. Goux »)
- Lérins au cinquième siècle. Thèse présentée à la Faculté des lettres de Paris. E. Belin, Paris 1856. (« abbé P. Goux »)
- Du Développement des dogmes dans la doctrine catholique. Thèse présentée à la Faculté de théologie de Paris. Périsse frères, Paris 1858. (« abbé P. Goux »)